# Orašje
Orašje – miasto w północnej części Bośni i Hercegowiny, w Federacji Bośni i Hercegowiny, stolica kantonu posawskiego, siedziba gminy Orašje. Leży nad rzeką Sawa. W 2013 roku liczyło 3614 mieszkańców, z czego większość stanowili Boszniacy.

## Sport
Na terenie gminy działają dwa kluby piłkarskie: HNK Orašje i NK Hajduk.